# چم خرنوب
چم خرنوب، روستایی از توابع بخش چم خلف عیسی شهرستان هندیجان در استان خوزستان ایران است.این روستا به دلیل وجود مکان های با صفا در بالای رودخانه زهر کانون توجه برخی از گردشگران نوروزی است

## جمعیت
این روستا در دهستان چم خلف عیسی قرار دارد این روستا  [|در سال ۱۳۹۹]، جمعیت آن ۲۸ نفر (۶خانوار) بوده‌است.